# Harold Smith
Harold Edwin Smith (ur. 19 lutego 1909 w Ontario, zm. 5 marca 1958 w La Jolla) – amerykański skoczek do wody. Dwukrotny medalista olimpijski z Los Angeles.
Zawody w 1932 były jego drugimi igrzyskami olimpijskimi. Debiutował cztery lata wcześniej i zajął czwarte miejsce w skokach z trampoliny. Triumfował w skokach z dziesięciometrowej wieży i był drugi w skokach z trampoliny (3 m) - wyprzedził go jedynie rodak Michael Galitzen. W 1979 został przyjęty jako Honor Diver do International Swimming Hall of Fame.
W trakcie II wojny światowej był kapitanem United States Marine Corps.